# 韋婭

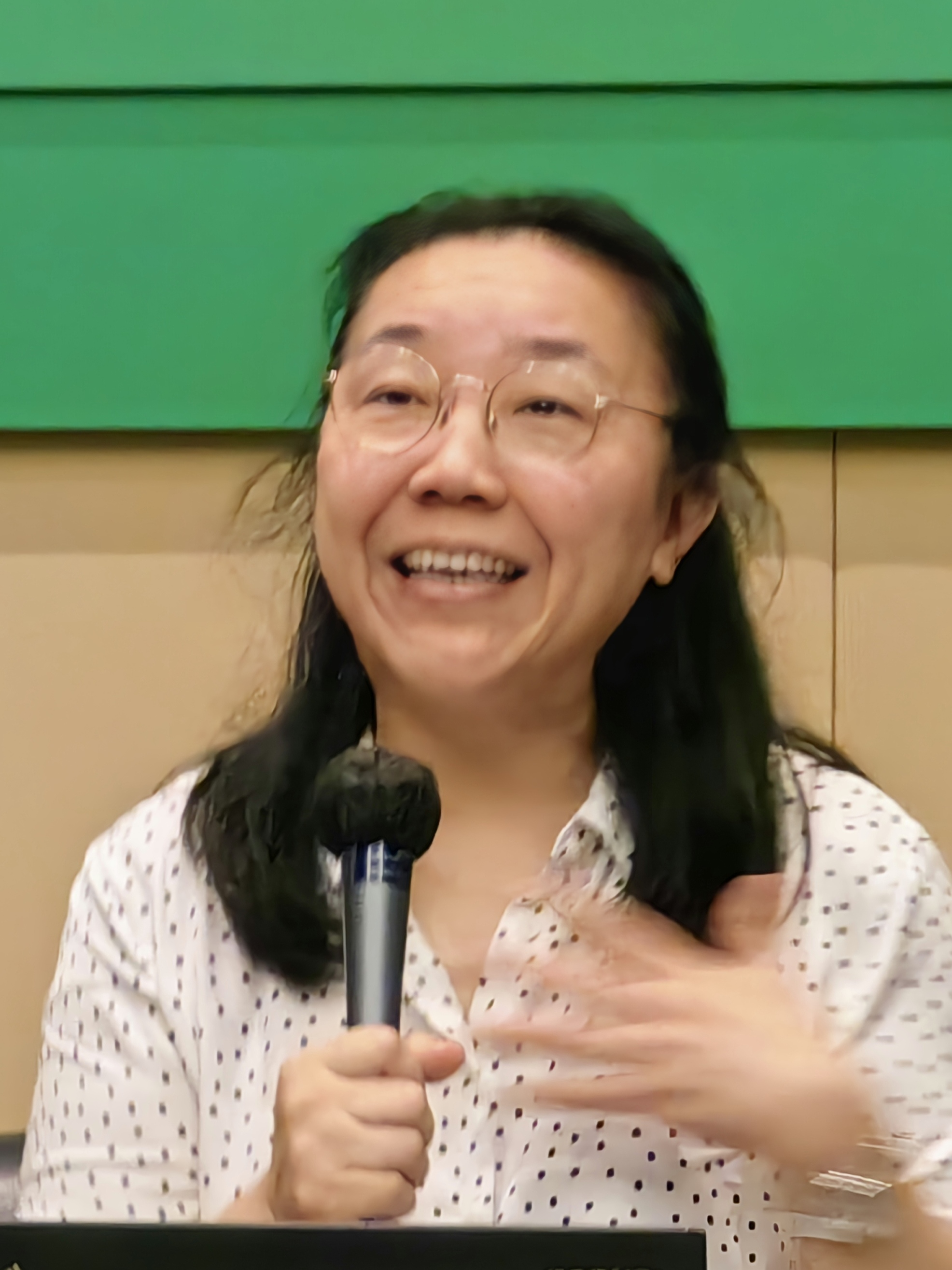
韦娅在2023年香港书展

韋婭，香港女作家，原名左韋，出生於中國大陸青島。她早年就讀寧波市莊稼巷小學和寧波市第五中學。經歷文化大革命後循中國內地高考考入華中師範大學歷史系七七級，並獲得學士及碩士學位。韋婭是21世紀人文出版社主編與前香港演藝學院中國語文導師。現兼任香港公開大學任中文碩士課程兒童文學主講嘉賓。擅長創作中短篇小說、散文、散文詩、新詩及童話、童詩、幻想小說等不同體裁文學作品。至今出版著作六十餘部。其作品曾多次獲香港「中文文學獎」、香港「青年文學獎」、「冰心兒童圖書新作獎」及“香港中文文學雙年獎”，是香港著名的兒童文學作家之一（見香港兒童文學作家列表）。進入21世紀以來，韋婭主要從事校園文學創作，作品清新隽永，特別是對少女心理的細膩刻畫及田園風味的童詩創作，尤為引人注目。其作品曾數次上榜「香港中學生好書龍虎榜」十大好書榜；「香港教育城」網上投票「十本好讀」獎，並多次入選香港年度書展「名家推薦」。作品也收入中國語文出版社小學語文及香港小學語文教科書，以及中港台多種文學選本中。其夫陳家春，筆名海野，原香港理工大學講師，為《大學時代》及《文學村》雜誌主編，著有《夢裡解真幻－－〈紅樓夢〉賞析》、《海野文集》、《慾魘的透視》、《現代小說名篇評析》、《古典文學名篇鑑賞》、《文學精義》等。
韋婭曾歷任香港藝術發展局文學藝術評審員、香港教育統籌局「優資教育組」特約作家、香港「中文文學獎」評委、「青年文學獎」評委、「香港書獎」評審、香港《文學村》雜誌編委、香港現代教育研究社小學語文教材顧問，以及文學團體理事等職。

## 獲獎情況

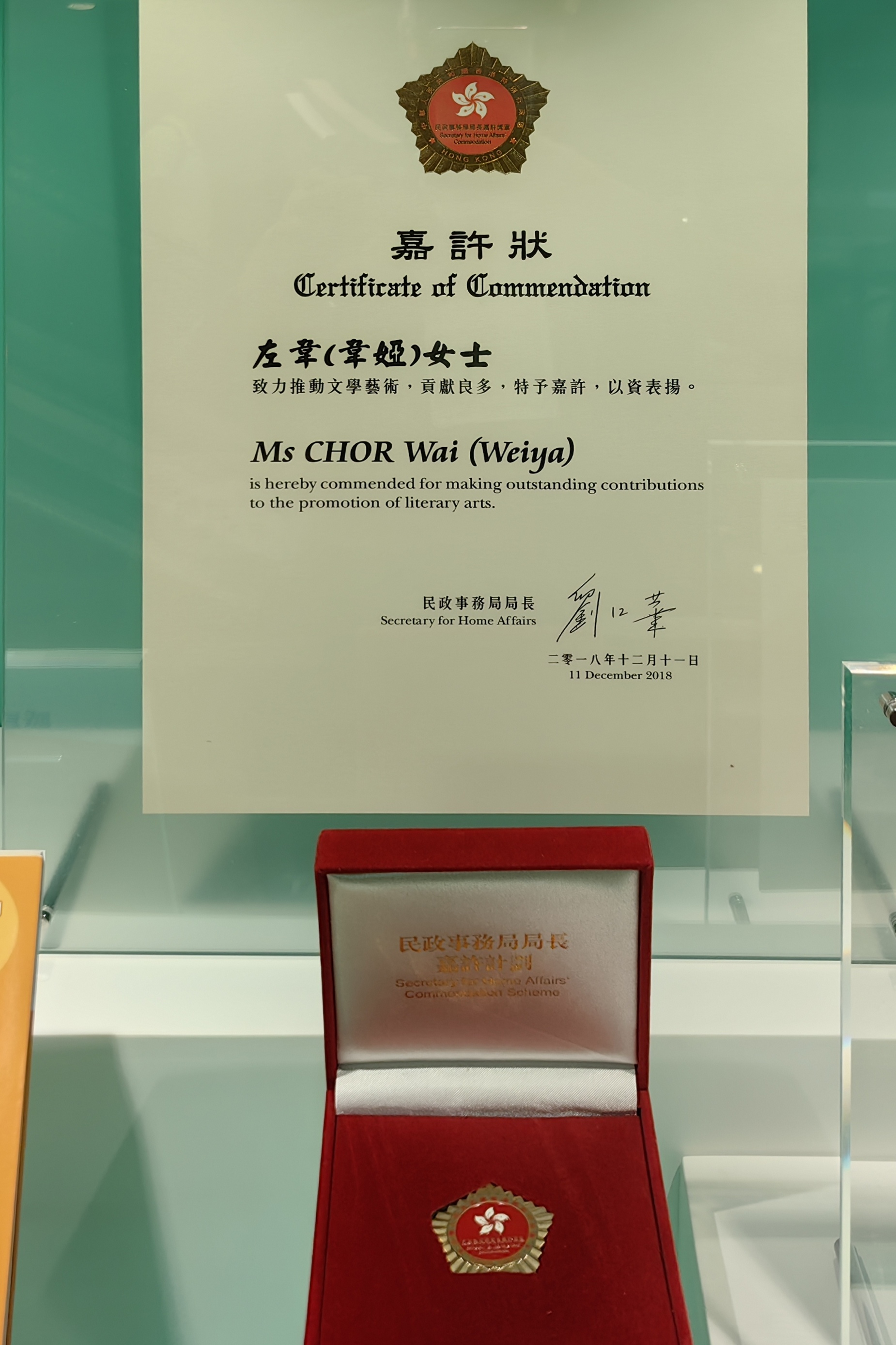
民政事务局给韦娅的嘉许状和奖章

- 1,《天上的星星樹》（長篇小説），香港「第16屆十本好讀」獎，2019
- 2,《天上的星星樹》（長篇小説），香港「第30屆中學生好書龍虎榜」，2019
- 3,《長翅膀的夜》（兒童詩集）獲第12屆香港文學雙年獎、第24屆中國冰心兒童圖書獎2013
- 4,「小學生最喜愛作家」，香港第5屆「書叢榜」作家獎，2008
- 5,《當車厘子迷上哈利波特》（幻想小說），香港第5屆「書叢榜」十本好書，2008
- 6,《水瓶座少女》（長篇小說），香港第19屆「中學生好書龍虎榜」，2008
- 7,《蟑螂王》（幻想小說），香港第9屆「香港中文文學雙年獎」兒童文學獎，2007
- 8,《中三女生的心事》（小說集），香港第16屆「中學生好書龍虎榜」，2005
- 9,《班上來了個小長今》（小說集），香港第3屆「十本好讀」獎，2005
- 10,《會飛的葉子》（兒童詩集），香港第6屆「香港中文文學雙年獎」兒童文學獎，2001
- 11,《人隨月色凈》（散文詩），中國散文詩協會散文詩大賽二等獎，2000
- 12,《承諾》（散文詩），中國同題散文詩大賽「承諾」優異獎，1999
- 13,《墜葉飄香》（散文），香港「青年文學獎」季軍獎，1996
- 14,《以一隻鳥的姿態》（新詩），香港「青年文學獎」季軍獎，1996
- 15,《黑燄》（小說），香港「中文文學獎」優異獎，1997
- 16,《美麗的叮叮湖》（童話），中國第4屆「冰心兒童圖書新作獎」，1996
- 17,《紅唇兒鴿子》（散文），中國第3屆「冰心兒童圖書新作獎」，1995
- 18,《失魂的季節》（小說），香港「中文文學獎」優異獎，1994
- 19,《走不出你的雨季》（散文），香港「中文文學獎」亞軍獎，1994

## 創作簡目

### 小說
- 1，《天上的星星樹》，明窗出版社，香港，2018。ISBN 978-988-8445-73-8
- 2，《安妮的奇幻星期天》，明窗出版社，香港，2017。ISBN 978-988-8445-28-8
- 3，《書包輕輕飛》，新雅文化事業有限公司 ，2016
- 4，《誰是我的守護神》，新雅文化事業有限公司，2014
- 5，《香港兒童文學名家精選──鼻尖上的小飛蟲》，新雅文化事業有限公司，2013
- 6，《來吧，成長的季候風》，山邊出版社，2011
- 7，《班上來了個小長今》，上海文化出版社，2011
- 8，《青青少女心》，上海文化出版社，2011
- 9，《水瓶座少女》，上海文化出版社，2011
- 10，《哦，媽媽》，上海文化出版社，2011
- 11，. 香港: 天苑文化出版社. 2010年5月. ISBN 9-789881-902931.
- 12，《戲劇少女》，亮光文化出版社，香港,2009。
- 13，《成長的煩惱》，山邊出版社有限公司，2009。
- 14，《紅裙子公主》，和平出版有限公司，香港,2009。
- 15，《兩個Cute女孩》（飛躍青春系列），山邊出版社有限公司，香港,2008。
- 16，《流淚的天使2．傷感暑期》，青桐社文化事業有限公司，香港,2008。
- 17，《小長今5．我的班主任媽媽》，青桐社文化事業有限公司，香港,2007。
- 18，《流淚的天使1．輕狂少年時》，青桐社文化事業有限公司，香港,2007。
- 19，《當車厘子迷上哈利波特》，和平圖書有限公司，香港,2007。
- 20，《小長今4．水瓶座少女》，青桐社文化事業有限公司，香港,2007。
- 21，《她們有一個約定》，山邊出版社有限公司，香港,2007。
- 22，《小長今3．青青少女心》，青桐社文化事業有限公司，香港,2006。
- 23，《草莓紅了3．季節的疼痛》，青桐社文化事業有限公司，香港,2006。
- 24，《小長今2．籃球少女隊》，青桐社文化事業有限公司，香港,2006。
- 25，《青澀夢工場》，和平圖書有限公司，香港,2006。
- 26，《草莓紅了2．夏日的憂鬱》，青桐社文化事業有限公司，香港,2005。
- 27，《小長今1．班上來了個小長今》，青桐社文化事業有限公司，香港,2005。
- 28，《草莓紅了1．六樓Ａ的四姐妹》，青桐社文化事業有限公司，香港,2005。
- 29，《新鮮壞女孩》，和平圖書有限公司，香港,2005。
- 30，《中三女生的心事》，和平圖書有限公司，香港,2004。
- 31，《女生手記》，青桐社文化事業有限公司，香港，2004。
- 32，《逃離角色》，21世紀人文出版社，香港，2000。
- 33，《織你的名字》，獲益出版事業有限公司，香港，1997。

### 散文
- 1，《放飛的童年》，福建少儿出版社，福州，2014。
- 2，《人隨月色凈》，21世紀人文出版社，香港，2003。
- 3，《那夜的情緒》，香江出版有限公司，香港，1998,5。
- 4，《紅玫瑰情結》，中國青年出版社，北京，1996。
- 5，《韋婭心語》，福建海峽文藝出版社，1995。

＊6，《鴿子》，香港校際朗誦節誦材。

### 詩歌
- 1，《手心裡的星月》（中國名家童詩系列），安徽少兒出版社，2017。
- 2，《蒲公英不說一語》（中圆最美的童詩系列，韋婭卷），重慶出版社，2013。
- 3，《風是男孩還是女孩》（童詩集），新蕾出版社，2012。
- 4，《長翅膀的夜》（童詩集），新雅文化事業有限公司，2012
- 5，《頑皮的風》（童詩集），和平圖書出版有限公司，香港，2008。
- 6，《會飛的薬子》（童詩集），木棉樹出版社，香港，2002。
- 7，《會跑的燈光》（童詩集），現代教育研究社，香港，2007。
- 8，《飛旋的タ陽》（童詩集），木棉樹出版社，香港，2005。
- 9，《温月亮》（童詩集），螢火蟲文化事業有限公司，香港，2004。
- 10，《泉與少女》（新詩集）香港智匯語文培訓中心，1999。

### 童話、幻想小說
- 1，《當小螞蟻遇上大黃葉》，亮光文化有限公司，香港，2008。
- 2，《蟑螂王》，和平圖書有限公司，2005。
- 3，《小戴維的萬聖節》，和平圖書有限公司，香港，2008。
- 4，《三寶、流浪狗及菲比》，和平圖書有限公司，香港，2006。
- 5，《小女孩和紅狐狸的故事》，螢火蟲文化事業有限公司，香港，2004。

### 語文
- 1,《感官描寫學作文》，新雅文化事業有限公司，香港，2022。
- 2,《小學生必學的描寫文寫作》(名家寫作教室)，新雅文化事業有限公司，香港，2019。
- 3,《小學生必學的議論文寫作》(名家寫作教室)，新雅文化事業有限公司，香港，2019。
- 4,《小戴維的萬聖節》(看故事學動詞)，新雅文化事業有限公司，2017。
- 5,《小米雅的二十元》(看動詞學形容詞)，新雅文化事業有限公司，2017。
- 6,《蘇珊妹妹》(看故事學關聯詞)，新雅文化事業有限公司，2017。
- 7,《小公主大戰垃圾蟲》(看故事學近義詞、反義詞)，新雅文化事業有限公司，2017。
- 8,《給小學生的45封鼓勵信》(合蓍)，中華書局（香港）有限公司，2005。
- 9,《難辨字詞大解析》，青桐社文化事業有限公司，香港，2005。
- 10,《燈光描繪著城市》(優美的中文3)，螢火蟲文化事業有限公司，香港，2003。
- 11,《雲是天外來客》(優美的中文2)，螢火蟲文化事業有限公司，香港，2003。
- 12,《風兒輕輕吹》(優美的中文1)，螢火蟲文化事業有限公司，香港，2003。
- 13,《港式中文詞語辨正》，香港智匯語文培訓中心，2001。

### 主編
- 1，《香江的孩子》。作者：周蜜蜜，宋詒瑞，韋婭，梁科慶，潘金英，潘明珠，黃虹堅。新蕾出版社，2017.12。

## 有關韋婭創作的評論
- 黃曼君. . 21世紀人文出版社. 2001年7月. ISBN 962-85921-2-2.

## 外部連結
- 韋婭　寵愛女生 寫出美中之美 (星島教育中文網樂)[永久]
- 韋婭的blog[]
- 韋婭的博客 （页面存档备份，存于）

1. ↑  . 新雅文化事業.   [2019-11-06]. （原始内容存档于2019-11-06）.